# Toncho Pilatos
Toncho Pilatos est un groupe de rock mexicain, originaire de Guadalajara. Formé en 1969, il est l'un des précurseurs les plus représentatifs de l'époque underground du rock mexicain.

## Biographie
Le style musical joué par Toncho Pilatos est originale dans ses paroles et son instrumentation. Leur style attire l'intérêt de Polydor, la plus importante de l'époque à Mexico, qui les signe et publie leur premier morceau, De funda doble, dans l'album Rock power. Puis sort leur premier album homonyme. L'album est un tel succès qu'il est publié en Allemagne.
L'attirance de Polydor pour Toncho Pilatos provoque une grande révolution, et Bob Dylan et Beck féliciteront Toncho Pilatos à leurs débuts.

## Discographie

### Albums studio
- 1971 : Toncho pilatos (Polydor)
- 1980 : Segunda vez (Cronos)
- 1992 : Soy Mexicano

### Albums live
- 1975 : Toncho Pilatos: En Vivo en el Salón Chicago (Cronos)
- 1987 : Toncho Pilatos: En vivo en el Auditorio Magdaleno Varela (Cronos)